# کفراع
کفراع (به عربی: کفراع) یک روستا در سوریه است که در حماه واقع شده‌است. کفراع ۲٬۶۲۱ نفر جمعیت دارد.